# Challenger 1
L'FV4030/4 Challenger 1, desafiant en anglès, denominat Al Hussein a Jordània, és un tanc d'origen britànic dissenyat a partir del blindat que es va projectar per a l'Iran, l'FV4030/3 (Shir 2), el Challenger 1 es va crear en gran part per mantenir la capacitat de fabricació d'un tanc propi.
Va entrar en servei a l'exèrcit britànic el març de l'any 1983 substituint el Chieftain, amb una entrega inicial de 243 efectius. Posteriorment se'n faria una segona sèrie de 64 unitats i, finalment, s'assoliria una producció total de 420 Challenger 1. El 1991, durant l'Operació Tempesta del Desert va entrar en combat amb bons resultats i posteriorment també va participar amb l'IFOR a Bòsnia-Hercegovina.
L'any 2000 el Regne Unit va substituir-los pel Challenger 2. Els Challenger 1 es van vendre a Jordània, concretament 392 unitats per 300.000.000$, on se'ls denominaria Al Hussein que encara estan en servei actualment.

## Història
A la dècada dels 70, en plena Guerra Freda, el Regne Unit tenia una gran indústria de manufactura de tancs que es mantenia en evolució des de la Segona Guerra Mundial. El Chieftain, un dels millors tancs de l'època, es produïa a bon ritme i s'exportava a Kuwait, Oman i l'Iran.
La Guerra dels Sis Dies, l'any 1967, havia demostrat que l'ús dels tancs al camp de batalla encara era vital. Però la Unió Soviètica, principal enemic del bloc capitalista on s'englobava el Regne Unit, havia desenvolupat 3 tecnologies que feien perillar l'efectivitat dels tancs occidentals.
En primer lloc l'armament antitanc de càrrega buida (HEAT), principalment l'RPG-7 i el 9M13 Malyutka ("Sagger AT-3"), que equipaven les divisions mecanitzades soviètiques, 170 llançamíssils i 600 RPG-7 per cada divisió típica. La segona amenaça eren els tancs T-62 i T-64, que armats amb canons més grans, de 115 i 125 mm respectivament, superaven la majoria dels blindats del bloc capitalista. I finalment, l'ús pioner dels projectils APFSDS com a part de l'estratègia soviètica.
Davant d'aquestes amenaces, els enginyers occidentals van començar a investigar les propietats de diferents materials i formes per defensar-se'n, posant un especial èmfasi en la protecció contra projectils HEAT. Basant-se en els panells dels ruscos d'abella i fent servir materials ceràmics i plàstics es va comprovar que els efectes de les municions de càrrega buida disminuïen. Amb una mica més de recerca es va poder crear un nou blindatge compost capaç d'aguantar una gran varietat de municions, el blindatge Chobham, que es va començar a provar en tancs el 1971.
Simultàniament, el Regne Unit i la RFA estaven planejant el disseny d'un tanc conjuntament, el Future Main Battle Tank. Tot i que en un principi la idea d'estandardització i de reducció de costos de desenvolupament semblava atractiva, després d'una sèrie de discussions i entrebancs, el procés es va liquidar el març de 1977. El Regne Unit va continuar amb un projecte propi el MBT-80, que es va cancel·lar 3 anys més tard a causa de l'encariment de la recerca.
Amb el triomf de la Revolució islàmica, el 1979, una gran contracte d'exportació a l'Iran, acordat el 1974, es va cancel·lar. La venda consistia en tancs Chieftains millorats (anomenats Shir 1) i un nou disseny de tanc completament nou el FV4030/3 (Shir 2). Els Shir 1, que ja havien entrat en producció, es van vendre a Jordània, on es van anomenar Khalid; el disseny del Shir 2 també havia progressat molt fins aleshores.
Amb el MBT-80 cancel·lat i amb el Shir 2 en un estadi avançat de desenvolupament, es va decidir continuar el disseny del Shir 2 i adaptar-lo per a un ús propi. S'hi va afegir el nou blindatge Chobham, apte per a protegir el tanc de les amenaces soviètiques, es va mantenir el potent canó de 120 mm del Chieftain, s'hi va muntar un motor més potent...
Entre el 1980 i el 1981 se'n van fabricar 7 prototips i es van realitzar diferents proves per corregir-ne els errors. El 14 de desembre de 1982 l'exèrcit britànic l'acceptava en servei. La primera comanda fou de 243 blindats, que es van entregar el 1983, suficients per equipar 4 regiments. L'any 1984 se'n va fer una segona sèrie de 64 unitats, destinats a servir a un cinquè regiment. A partir d'aleshores la fabricació es va mantenir fins a arribar als 420 tancs.

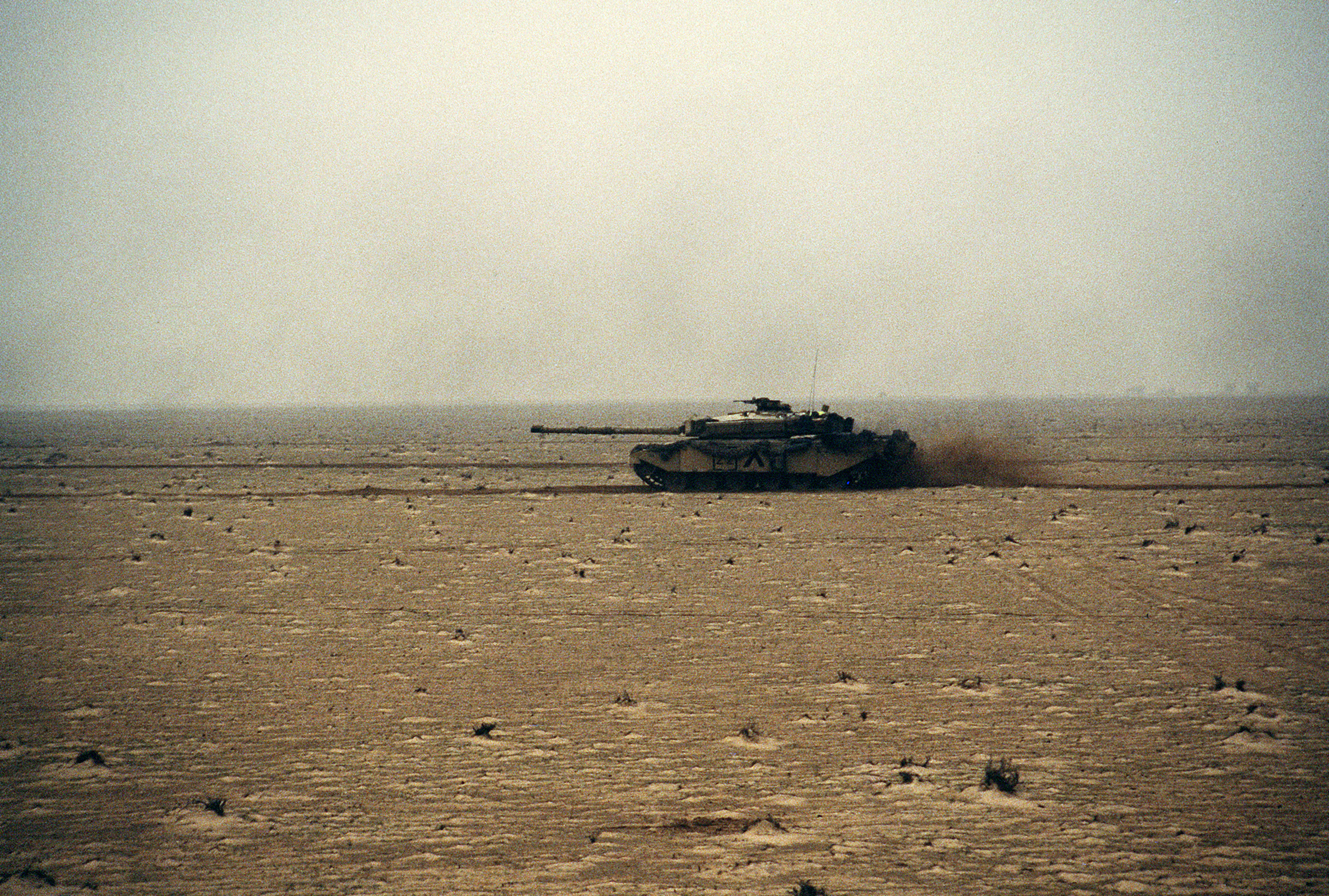
Un Challenger 1 dels Royal Scots, la 7th Armoured Brigade, durant l'Operació Tempesta del Desert.

Els Challenger 1 s'organitzaven amb regiments de 43 blindats, que formaven part de divisions cuirassades. En primer moment es van desplegar al Regne Unit, a la 2nd Armoured Division, i a República Federal d'Alemanya, a la 1st i 4th Armoured Divisions a la línia Hannover-Kassel i la 3rd Armoured Division en reserva.
El 1991 després de la invasió de Kuwait el Regne Unit es va unir a la coalició que expulsaria l'Iraq de Kuwait durant la Guerra del Golf. Durant l'operació hi van enviar la 4th Armoured Brigade, amb 43 tancs, i la 7th Armoured Brigade, composta per dos regiments equipats amb 57 Challenger 1 cada un: The Royal Scots Dragon Guards i The Queen's Royal Irish Hussars. També hi van enviar el 1st Infantry Battalion, equipat amb FV510 Warriors. El Challenger va demostrar ser un tanc molt capaç, amb un consum de combustible moderat, aconseguint destruir 300 tancs iraquians sense patir cap baixa i operant correctament en les condicions climàtiques desèrtiques de la península Aràbiga tot i estar optimitzat pels climes temperats europeus.

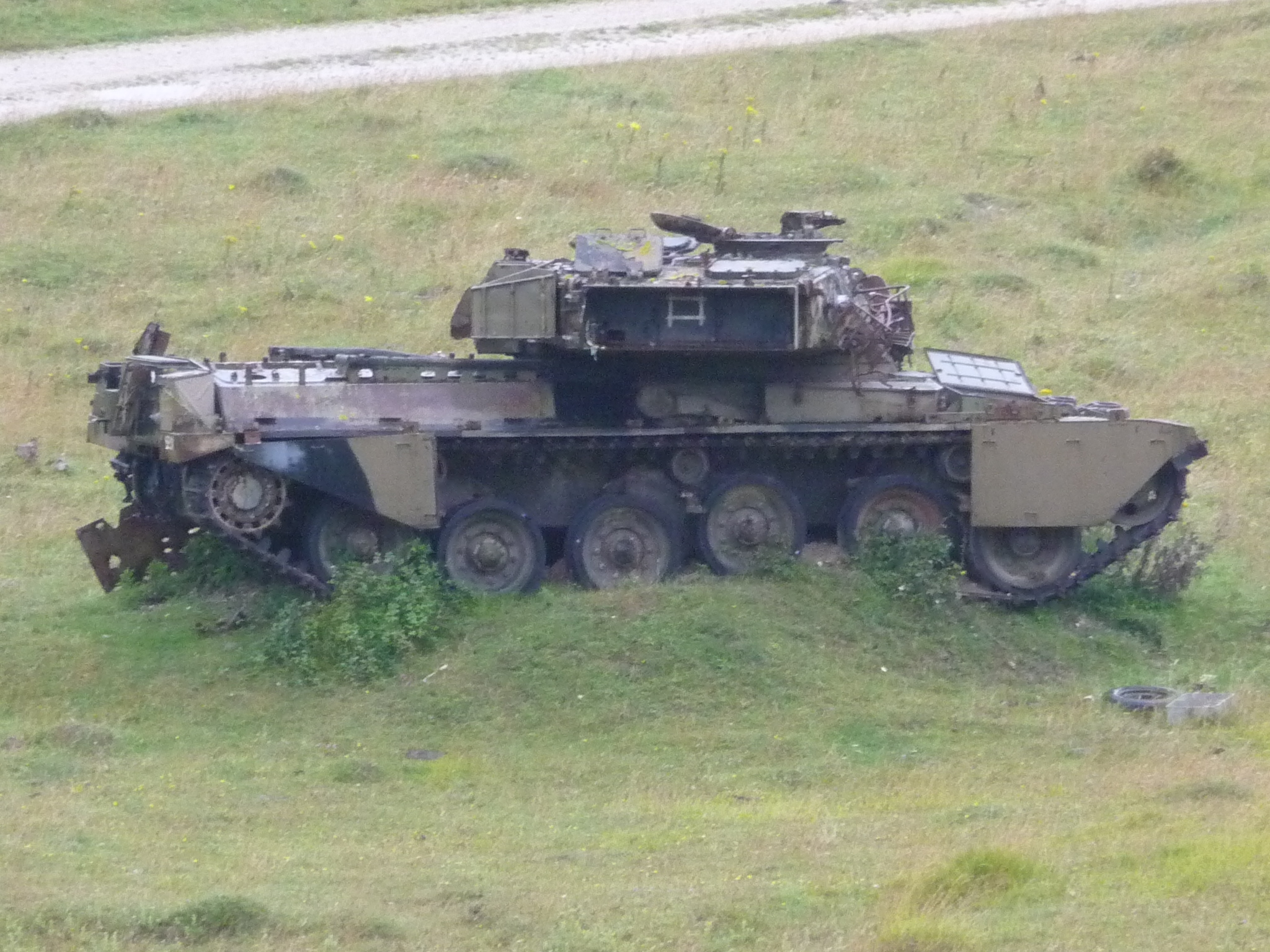
Un Challenger 1 servint de blanc al camp de Bovington, l'any 2009.

El següent lloc on es van desplegar va ser a Bòsnia, com a part de l'IFOR, l'any 1996. Al cap d'un parell d'anys, el 1998, es va començar a substituir pel Challenger 2, un tanc completament nou, i posteriorment serien venuts a Jordània.

## Característiques

### Blindatge i distribució
El Challenger 1 va ser el primer tanc del Regne Unit equipat amb blindatge compost Chobham, especialment dissenyat per contrarestar els projectils HEAT mitjançant materials plàstics i ceràmics molt menys pesants que el metall. Aquest blindatge, col·locat als frontals de la torreta i el buc, era pràcticament immune a la majoria d'armes antitanc del moment i va suposar una revolució a nivell de protecció i mobilitat, que més tard van adoptar altres fabricants de tancs. Als laterals i al darrere del xassís i la torreta el blindatge és de planxes d'acer unides amb soldadura. Segons l'exèrcit dels EUA, que fa servir el mateix blindatge als seus M1 Abrams, el Chobham és equivalent a 1.000 mm (40 polzades) d'acer convencional i a més a més protegeix contra projectils cinètics.
La forma del Challenger és convencional, amb una gran torreta giratòria que té un fort pendent al davant i que és poc alta. El buc, fabricat soldant les diferents parts, està subdividit en tres compartiments. Al davant, el lloc del conductor, on s'hi entra per una escotilla del frontal del tanc. Al mig la torreta, amb diferents escotilles, i el compartiment de combat on s'hi col·loca l'artiller al frontal dret, el carregador al costat esquerre, i el comandant al darrere i a la dreta. Finalment, al darrere de tot del vehicle, hi ha el motor.
Les erugues del tanc estan compostes per 6 rodes de rodament, 2 corrons de retorn i una roda de transmissió al davant i l'altre al darrere.
A més a més, el Challenger disposa d'un sistema de protecció que li permet combatre en ambients contaminats per agents NBQ. En cas d'incendi, al lateral esquerra de la torreta hi sol haver un extintor.

### Armament

#### Armament principal

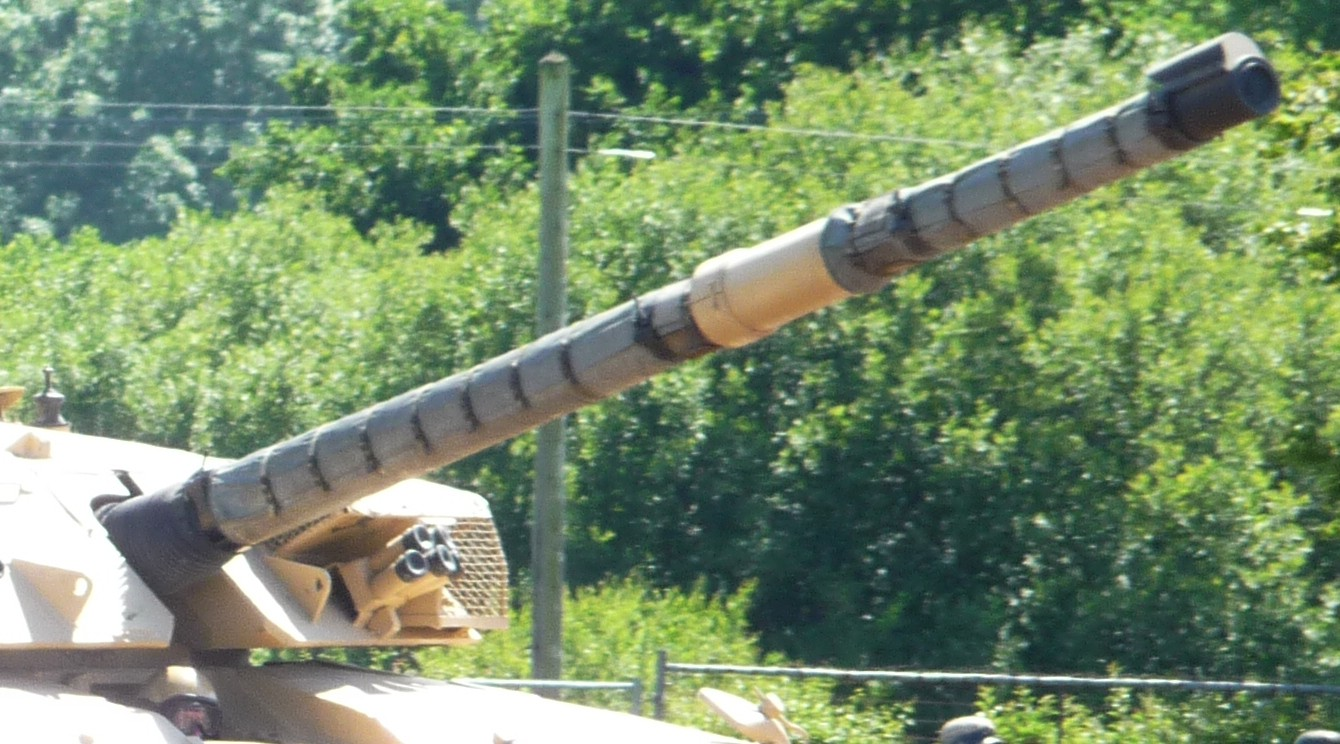
El canó d'ànima ratllada Royal Ordnance L11A5, que equipa el Challenger 1, pot disparar molts tipus de munició.

El Challenger 1 disposa d'un canó Royal Ordnance L11A5, d'ànima ratllada, de 120 mm de calibre i 55 calibres de llarg. La llargada total és de 6,858 m i el canó mesura 6,6 m exactament. Va equipat amb un extractor de fums, camisa tèrmica i un dispositiu de referència a la boca de tir. Aquest canó dissenyat el 1957, i que ja equipava el tanc Chieftain, té una cadència de 6-10 trets per minut i pot disparar una gran varietat de municions: APDS-T (L15A4), APFSDS-T (L23A1), DS-T (L20A1), HESH (L31A7), HESH practice (L32A5), fòsfor blanc (L34A2) i de metralla (L35A1). L'abast és de fins a 3.000 metres pels projectils perforants i pot ser major per les altres municions.
Aquesta peça és carregada manualment, amb un sistema semiautomàtic, per una persona que disposa de 64 projectils: generalment 20 projectils perforants i 44 projectils HESH o de fum. L'arc de tir del canó és de 30º, tenint una elevació que va des dels -10º fins als 20º.
El canó està estabilitzat en dos eixos i està controlat amb el suport d'una computadora balística, l'Improved Fire-Control System, que obté les dades de nombrosos sensors. A les últimes versions s'hi va incorporar un telèmetre làser per calcular la distància de l'objectiu.

#### Armament secundari
Com a armament secundari, el Challenger 1, està equipat amb una metralladora coaxial L8A2 de 7,62 mm (0.3 in). Aquesta arma va muntada sobre el canó principal del tanc.
L'altra arma secundària és una altra metralladora de 7,62 mm L37A2. En aquest cas el seu rol és antiaeri i està muntada sobre la torreta, dins d'una cúpula No. 15 Mk. 4 amb nou periscopis, que es pot disparar des de dins o des de fora del tanc. En total el Challenger 1 porta 4.000 cartutxos per les dues metralladores.

### Sistema motor

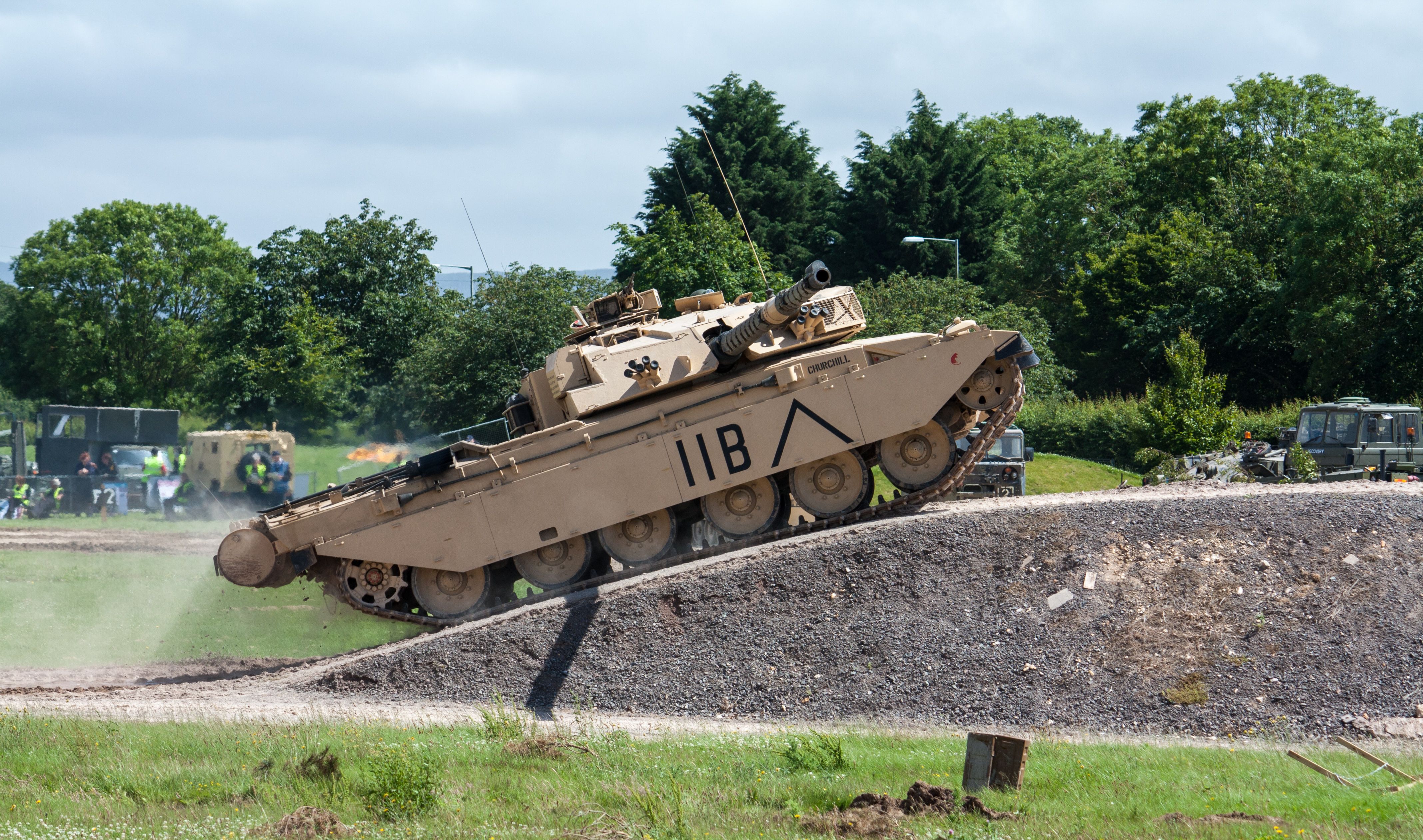
Un Challenger 1 Mk. 3 superant un pendent a una exhibició al Tank Museum de Bovington l'any 2012.

El motor del Challenger 1 és un dièsel turbocarregat de 12 cilindres Perkins Condor V-12 de baix consum refrigerat per aigua. Capaç de desenvolupar 895 kW (1.200 CV) a 2.300 rpm, pesa 5,5 tones i està dissenyat per ser ràpidament substituït al camp de batalla. És el mateix motor que es va equipar a les últimes sèries del Chieftain. També disposa d'un motor auxiliar Coventry Climax H30 de 27,6 kW o, als models més tardans, un Perkins Type 4108.
Aquest motor va connectat a una transmissió David Brown TN37, que inclou un convertidor de parell Borg-Warner i un embragatge de bloqueig. Aquesta transmissió ofereix 4 marxes endavant i 3 marxes enrere.
La suspensió és hidropneumàtica i ofereix unes bones prestacions camp a través. Aquest conjunt d'elements permet que el Challenger 1 assoleixi els 56 km/h tenint una autonomia de 450 km en carretera i 250 km camp a través. També pot travessar rius o obstacles aquàtics de fins a 1,07 m, superar pendents del 58%, travessar obstacles verticals de fins a 0.91 m i travessar trinxeres de 2,8 m.

### Equip electrònic i òptic
L'equip òptic i electrònic del Challenger 1 consta d'un periscopi blindat pel conductor al qual se li pot afegir un visor nocturn passiu per conduir de nit.
A la cúpula hi ha 9 periscopis que donen una visió de 360° al comandant del tanc, a més a més té un visor combinat dia/nit No.37 que permet veure objectius des de x1 fins a x10 de dia i x4 de nit.

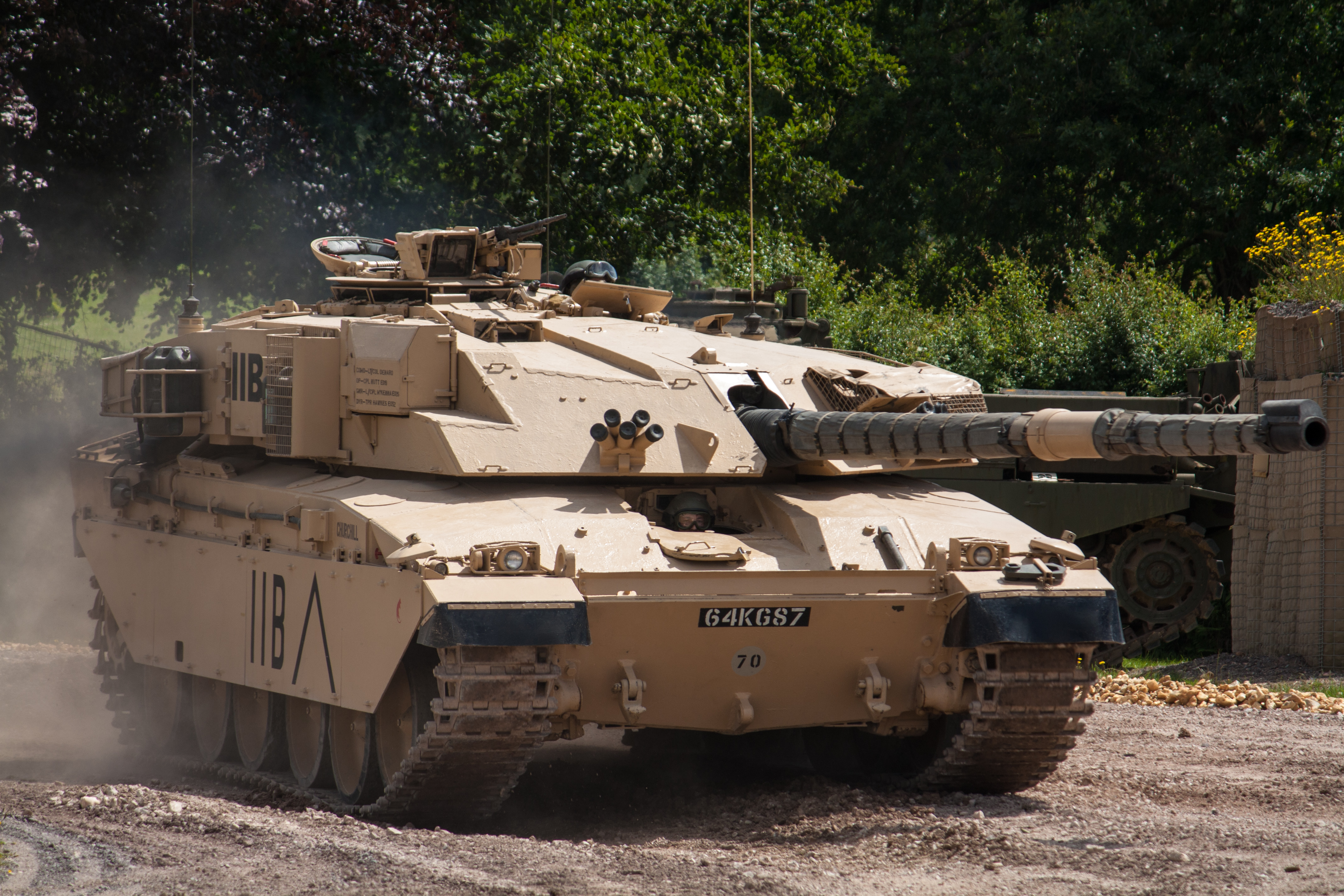
Un Challenger 1 amb les escotilles obertes on es poden apreciar els periscopis de la torreta i el sistema TOGS sobre la torreta.

L'artiller disposa d'un periscopi Tank Laser Sight No.10 Mark 1 que va des dels x1 augments fins als x10. El telèmetre làser que té és un Neodmium Yag amb un abast que va des dels 300 m fins als 10.000 metres, amb una pantalla que indica la distància tant al comandant com a l'artiller. Aquest element està vinculat a la computadora balística CSS (Computarised Sighting System), dissenyada per Marconi Command and Control Systems, que preveu la trajectòria de l'objectiu i situa el canó, estabilitzat a dos eixos, a la posició correcta per disparar incrementant de forma important la probabilitat de tocar amb el primer tret al tanc enemic, especialment a distàncies llargues. El canó també disposa d'un dispositiu de referència a la sortida per permetre a l'artiller fer comprovacions de desviació o d'alineament amb les mires per poder fer ajustos sense deixar la posició.
L'últim sistema electrònic del Challenger, i una de les innovacions més importants a la seva tercera versió, fou el visor tèrmic TOGS (Thermal Observation and Gunnery System) compost pel TSS (Thermal Surveillance System) i el Gunnery Sighting System (GSS). Aquest sistema capta les emissions de calor i ressalta les diferències entre la temperatura dels objectes i la del seu entorn, localitzant els objectius enemics.

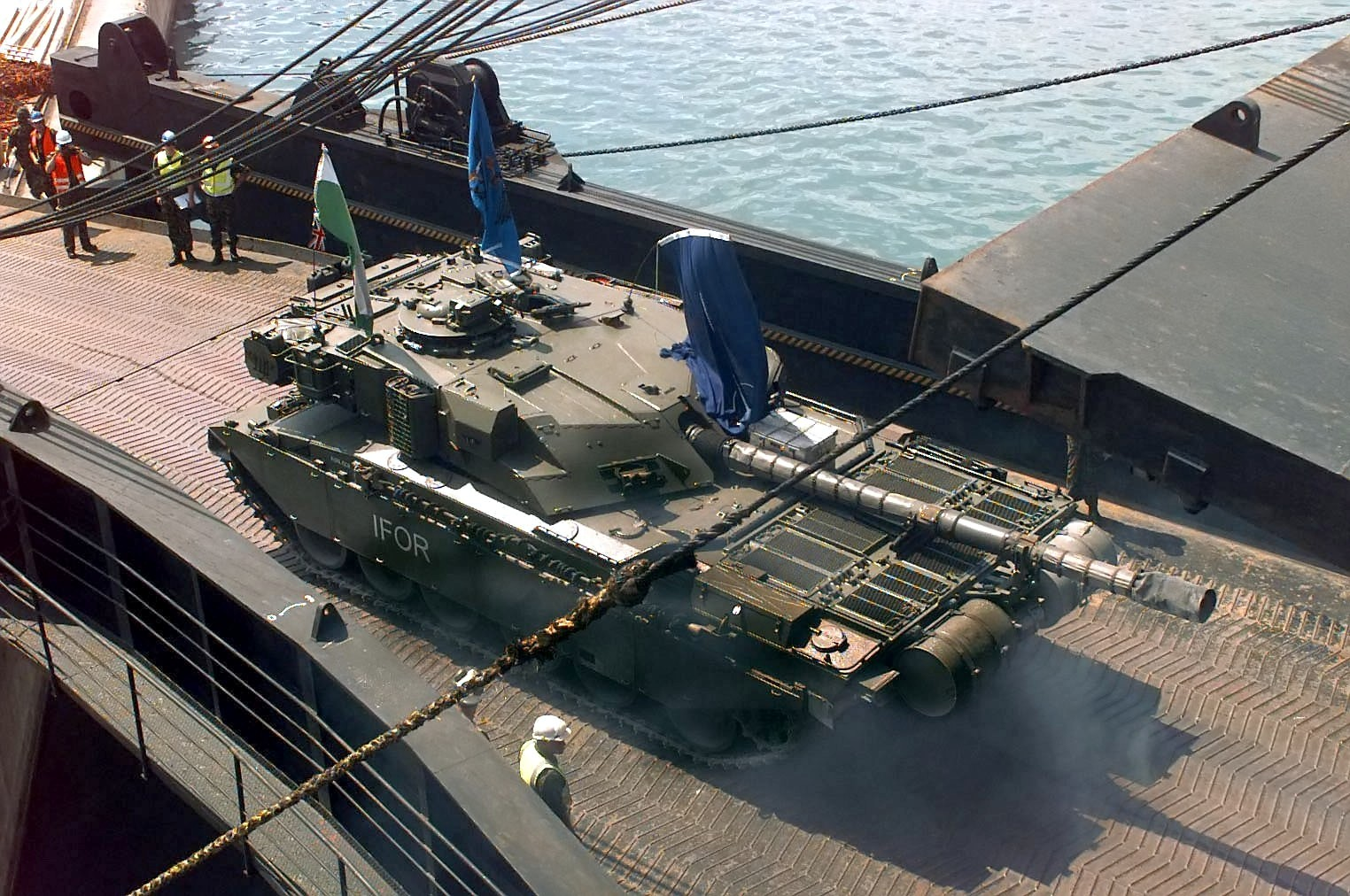
Fotografia d'un Challenger 1 desembarcant a Croàcia durant la missió de pau Operation Joint Endeavor de la IFOR.

## Versions
Durant les diferents sèries de producció es van anar introduint millores o novetats als Challenger 1, que van donar-los diferents denominacions dins l'exèrcit britànic:
- Mk.1 - Els primers exemplars produïts.
- Mk.2 - Aquesta versió incorpora el sistema TOGS (Thermal Observation Gunnery System), un visor tèrmic pel tirador i el comandant del tanc.
- Mk.3 - En aquest cas es va canviar la disposició de la munició dins del tanc per millorar-ne la protecció.
- Mk.4 - Incorporen una sèrie de modificacions menors i són l'última versió produïda.[15]

## Variants
El Challenger també disposa de diferents variants, les més importants són una orientada a l'entrenament dels pilots i l'altre a la recuperació de vehicles en combat.
- CRARRV (Challenger Armored Repair and Recovery Vehicle) és la principal variant produïda. És un vehicle de recuperació i reparació (ARRV, Armoured Repair and Recovery Vehicle). Entre els anys 1987 i 1991 se'n van produir 81 exemplars per l'exèrcit britànic i 4 per Oman. És un blindat sense torreta al qual se l'hi ha afegit una grua, una pala al frontal i un equip auxiliar d'eines.[15][16]
- CTT (Challenger Training Tank) és una versió d'entrenament encarregada el 1988. Com que el principal cost d'un tanc és la torreta, que és el 60% del preu d'un tanc modern, un tanc d'entrenament sense aquest cost és una opció econòmicament efectiva. En van entrar en servei 17 unitats l'any 1991.

També hi ha versions de comandament. Per altra banda, empreses privades també han dissenyat d'altres variants, amb torretes antiaèries o amb un canó obús.